# Хурда (Риуге)
Хурда (ест. Hurda) — село в Естонії, входить до складу волості Риуге, повіту Вирумаа.